# Phường 5, Đông Hà
Phường 5 là một phường thuộc thành phố Đông Hà, tỉnh Quảng Trị, Việt Nam.

## Địa lý
Phường 5 nằm ở trung tâm thành phố Đông Hà, có vị trí địa lý:
- Phía đông và phía nam giáp phường Đông Lễ
- Phía tây giáp Phường 3
- Phía bắc giáp các phường 1, 2, 3.

Phường 5 có diện tích 3,64 km², dân số năm 2010 là 21.815 người, mật độ dân số đạt 5.998 người/km².

## Hành chính
Phường 5 được chia thành 11 khu phố: 1, 2, 3, 4, 5, 6, 7, 8, 9, 10, 11.